# Podejście doceniające
Podejście doceniające (ang. appreciative inquiry)  – wypracowana w Stanach Zjednoczonych metoda zmiany systemów społecznych i kreowania wizji lepszej przyszłości, zarówno społeczności jak i różnych organizacji. Metoda opiera się na założeniu, że organizacje (lub inne systemy społeczne) funkcjonują lepiej, jeśli poświęcą energię na poszukiwanie pozytywnych aspektów swojej działalności. Zamiast zadawać pytania typu „Co jest nie tak?”, proponuje podejście „Co nam się podoba?”.
Poprzez takie pytania zachęca się ludzi do dzielenia się ich własnymi, pozytywnymi doświadczeniami z danego obszaru. Uczestnicy opisują rzeczy, które podobają im się w ich okolicy albo społeczności, w której uczestniczą. Następnie uczestnicy procesu starają się odpowiedzieć na pytanie, co sprawia, że ich lokalna społeczność działa sprawnie. Te działania prowadzą do opracowania wspólnych propozycji dalszego polepszenia pracy systemu i podjęcia działań mających na celu wprowadzenie ich w życie.
Metoda ta została opracowana w roku 1987 na Case Western Reserve University przez Davida Cooperridera i Suresha Srivastavę, którzy zauważyli, że tradycyjne rozwiązywanie problemów skupia się na problemach, co często ogranicza poszukiwanie konstruktywnych rozwiązań.
W 1990 David Cooperrider oraz Diana Whitney opublikowali artykuł określający pięć zasad podejścia doceniającego:
1. Zasada Konstruktywizmu - To w co wierzymy, określa, jak działamy. Poprzez codzienne rozmowy tworzymy nowe idee.
2. Zasada Jednoczesności - Ludzie tworzą system, poznają się i uczą wzajemnie. Właściwe pytania mogą zasiać ziarno zmian.
3. Zasada Opowieści - Historia organizacji jest opowiadana przez jej członków codziennie. Używane słowa i zwroty powodują zrozumienie i inspirują do działania.
4. Zasada Uprzedzania Faktów - To co robimy dziś, jest kierowane tym, jak siebie postrzegamy w przyszłości.
5. Zasada Myślenia Pozytywnego - Odczucia takie jak nadzieja, inspiracja, koleżeństwo powodują wzrost kreatywności oraz elastyczność poznawczą.